# Adlkofen
Adlkofen est une commune de Bavière (Allemagne), située dans l'arrondissement de Landshut, dans le district de Basse-Bavière.

## Personnalités liées à la ville
- Joseph Menter (1808-1856), violoncelliste né à Deutenkofen.